# 圣旺代萨勒
圣旺德萨勒（法語：Saint-Ouen-des-Alleux，法語發音：[sɛ̃.t‿wɛ̃ de.z‿alø]）是法国伊勒-维莱讷省的一个市镇，位于该省东北部，属于富热尔-维特雷区。

## 地理
圣旺德萨勒（48°19'42"N, 1°25'33"W）面积15.2 平方千米，位于法国布列塔尼大區伊勒-维莱讷省，该省份为法国西北部沿海省份，位于布列塔尼半岛东部，北濒大西洋，西接阿摩尔滨海省和莫尔比昂省，南至大西洋卢瓦尔省，西南端接曼恩-卢瓦尔省，东临马耶讷省，东北与芒什省接壤。
与圣旺德萨勒接壤的市镇（或旧市镇、城区）包括：库埃农河畔梅济耶尔、圣克里斯托夫-德瓦兰、勒蒂耶尔桑、库埃农河畔维约维、圣伊莱尔德朗德、里沃迪库埃农。
圣旺德萨勒的时区为UTC+01:00、UTC+02:00（夏令时）。

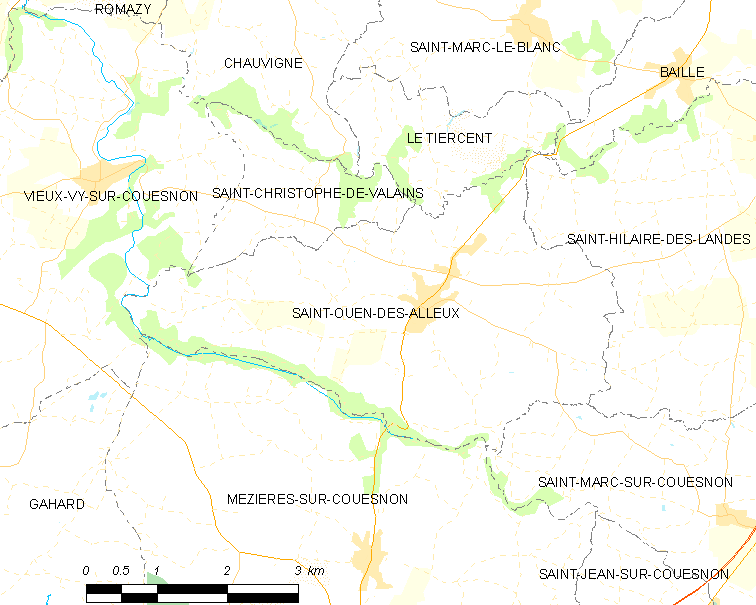
圣旺德萨勒的OSM定位图

## 行政
圣旺德萨勒的邮政编码为35140，INSEE市镇编码为35304。

## 政治
圣旺德萨勒所属的省级选区为富热尔第一县。

## 人口

1962-2008年间圣旺德萨勒人口变化图示

圣旺德萨勒于2022年1月1日时的人口数量为1308人。